# Itavoria aurescens
Itavoria aurescens är en tvåvingeart som beskrevs av Townsend 1931. Itavoria aurescens ingår i släktet Itavoria och familjen parasitflugor. Inga underarter finns listade i Catalogue of Life.